# Кокдала (Узбекистан)
Кокдала (узб. Ko’kdala, Кўкдала) — міське селище в Узбекистані, в Чиракчинському районі Кашкадар'їнської області.
Статус міського селища з 2009 року.